# 圣皮埃尔德比泽
圣皮埃尔德比泽（法語：Saint-Pierre-de-Buzet，法語發音：[sɛ̃ pjɛʁ də byzɛ]，意为“比泽的圣皮埃尔”）是法国洛特-加龙省的一个市镇，属于内拉克区。

## 地理
圣皮埃尔德比泽（44°15'15"N, 0°16'25"E）面积8.52 平方千米，位于法国新阿基坦大区洛特-加龍省，该省份为法国西南部内陆省份，北起多爾多涅省，西接吉倫特省和朗德省，南至热尔省，东临塔恩-加龙省和洛特省。
与圣皮埃尔德比泽接壤的市镇（或旧市镇、城区）包括：昂布吕、巴伊斯河畔比泽、科贝尔、达马藏。
圣皮埃尔德比泽的时区为UTC+01:00、UTC+02:00（夏令时）。

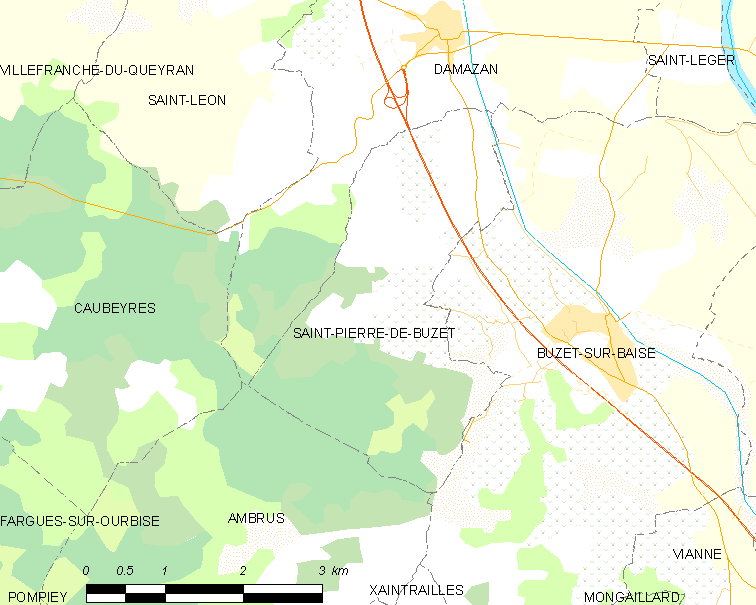
圣皮埃尔德比泽的OSM定位图

## 行政
圣皮埃尔德比泽的邮政编码为47160，INSEE市镇编码为47267。

## 政治
圣皮埃尔德比泽所属的省级选区为拉瓦达克县。

## 人口

1962-2008年间圣皮埃尔德比泽人口变化图示

圣皮埃尔德比泽于2022年1月1日时的人口数量为276人。